# Шафаренко Анатолій Миколайович
Анатолій Миколайович Шафаренко (народився 20 жовтня 1948 року в селі Красне-2 (нині Германівка) Обухівського району Київської області) — український політик, краєзнавець, і громадський діяч.

## Життєпис
Народився в сім'ї колгоспників.
Після закінчення середньої школи в Германівці, вступив у Київський технікум залізничного транспорту, який закінчив 1967-го, в 1977 — Кемеровський сільськогосподарський інститут, в 1979 — Іркутський інститут шляхів сполучення. З 1968 року працював на пов'язаних з колійним господарством керівних посадах на Західно-Сибірській залізниці.
З 1984 у Германівці, де завідував центральною ремонтною майстернею та був головним інженером колгоспу «Комсомол». З 1994 — на виборних посадах.

## Громадська і політична діяльність
У липні 1994 був обраний Германівським сільським головою і протягом чотирьох скликань працював на цій посаді до травня 2006 року. У травні 2006 обраний головою Обухівської районної ради і обіймав цю посаду до листопада 2010 року. З листопада 2010 — депутат Київської обласної ради, обраний від політичної партії «УДАР (Український Демократичний Альянс за Реформи) Віталія Кличка», заступник голови комісії по місцевому самоврядуванню (шосте скликання).
Завдяки його ініціативі та організаторській роботі встановлено 26 пам'ятників і 19 меморіальних дощок, присвячених видатним історичним подіям, а також людям Германівки, відкрито в селі три музеї, картинна галерея, єдиний в країні та світі пам'ятник гетьманові України Іванові Виговському. Ініціював створення на базі Германівської громади районного товариства «Просвіта» імені Т. Г. Шевченка, Германівської козацької сотні, козацького товариства Київщини, районної організації Конгресу українських націоналістів.
Член Національної спілки краєзнавців України, член правління, почесний краєзнавець України. Автор шістнадцяти краєзнавчих видань.
Член Національної спілки журналістів України, почесний журналіст Київщини.

## Творчість
Серед книг Анатолія Шафаренка:
- Освіта Германівки: погляд в історичне минуле освітніх закладів Германівки, їх сьогодення та майбутнє / А. М. Шафаренко [та інші]. — Германівка, 2002. — 120 с. — ISBN 966-7687-28-7
- Германівка від найдавніших часів до сьогодення / А. М. Шафаренко. — с. Германівка, 2003. — 510 с.: фото. — ISBN 966-7687-28-7
- Релігія та некрополі Германівки: до 350-річчя з дня першої писемної згадки про соборну церкву Миколи Чудотворця / А. М. Шафаренко. — Обухів: ПП «Янузь», 2004. — 160с., фотоіл. — Бібліографія: с. 160. — ISBN 966-8626-00-1
- Життя мого дороги… / А. М. Шафаренко, М. Т. Войнич. — Обухів: Обухівська друкарня, 2008. — 136 с.: фотогр. — (Серія «Історична спадщина Обухівського району»). — ISBN 978-966-1509-01-5
- Германівка — мій вічний дивокрай / А. М. Шафаренко. — Обухів, 2008. — 640 с.: фотогр. — (Серія «Історична спадщина Обухівського району»). — Бібліографія: с. 637—638. — ISBN 978-966-1509-03-9
- Земля Обухівщини: нариси з історії Обухів. р-ну на Київщині. — К. : Задруга, 2008 . — (Історична спадщина Обухівщини). Т. 3 / Ю. К. Домотенко, А. М. Шафаренко, О. М. Артюшенко. — Обухів: Обухів. друк., 2010. — 320, [16] с. : фотогр., табл. — ISBN 978-966-1509-13-8
- Знекровлення поколінь Обухівщини. Репресії і катування українців, нищення духовності, волі, віри, культури в документах, фактах, дослідженнях та спогадах очевидців на Обухівщині / Анатолій Шафаренко. — Обухів: Обухів друк, 2020. — 255 с. : іл., фот. — (Серія «Історична спадщина Обухівщини»). — Бібліогр.: с. 254. — ISBN 978-966-1509-29-9

## Відзнаки
- орден «За заслуги» третього ступеня[2]
- Заслужений діяч музейної справи[2]